# Paddy Roy Bates
Patrick Roy Bates (Ealing, 29 de agosto de 1921 – Essex, 9 de outubro de 2012), conhecido como Príncipe Roy de Sealand, foi um locutor de rádio pirata, militar britânico e autodeclarado soberano do Principado de Sealand, uma micronação estabelecida em uma antiga fortificação naval chamada Roughs Tower, localizada no Mar do Norte.  
Veterano da Segunda Guerra Mundial, Bates serviu como major no Exército Britânico, combatendo na Campanha da Itália e no Norte da África. Após a guerra, envolveu-se com rádios piratas, operando a Radio Essex e, posteriormente, a BBMS a partir de plataformas marítimas abandonadas. Em 2 de setembro de 1967, proclamou a independência da Roughs Tower, estabelecendo o autodeclarado Principado de Sealand. Afirmou sua soberania ao resistir a tentativas de invasão, emitir passaportes e promulgar uma constituição. Bates considerava a recusa de jurisdição por parte de tribunais britânicos como um reconhecimento implícito da independência de Sealand.
Casado com Joan Collins desde 1949, teve dois filhos: Michael e Penelope. Roy Bates morreu em 2012, aos 91 anos, sendo sucedido por seu filho, Michael de Sealand, como "Príncipe Regente". Seu projeto micronacional continua sendo uma das experiências mais duradouras e conhecidas desse tipo no mundo.

## Início de vida

### A fundação do Principado de Sealand
A ideia da fundação de um novo Estado apareceu na década de 1960, quando o príncipe Roy, como ele intitulara a si próprio, inventou uma rádio-pirata, que tocava pop music, estilo omitido pelas rádios britânicas no período. Em 1966, com a finalidade de inventar uma nova rádio, ele se mudou para Fort Roughs, plataforma utilizada como ponto de defesa pela Marinha Britânica durante a II Guerra Mundial.

Estandarte real do príncipe de Sealand.

Quando o movimento das rádios-piratas perdeu sua força, ele alterou os planos e decidiu declarar independência. Ignorando a ordem das autoridades britânicas de que devia deixar o lugar, proclamou a fortificação como o Principado de Sealand, declarando a si próprio como príncipe e sua mulher, Joan, princesa. Chegou a clamar que a pequena estrutura de ferro montada por cima de dois pilares de concreto fosse reconhecida pela comunidade internacional como o menor país do planeta. Mas sua iniciativa não conseguiu sucesso.
Mas Roy resolveu prosseguir com o seu plano mirabolante — que, a essa altura, já estava mais para a direção do mito. Criou sua própria Constituição, fez uma bandeira com as cores: vermelho, preto e branco, conseguiu emitir passaportes, selos, moedas. O país tem até hino, cujo lema é: "E Mare Libertas" (Do Mar, Liberdade, na tradução simples).

## Biografia
Roy nasceu em Ealing, Londres, em 1921. Serviu no exército britânico, subindo para o posto de major. Ele serviu na Batalha de Monte Cassino na campanha italiana e esteve no Oitavo Exército no norte da África. Ele então se tornou um pescador antes de se mudar para o rádio pirata.

### Casamento
Paddy conheceu Joan no salão de dança Kursaal em Southend-on-Sea. Na época, Paddy estava se recuperando de queimaduras graves sofridas durante a Segunda Guerra Mundial. Eles se casaram três meses depois, em 1949 no Caxton Hall Registry Office em Londres.

### Filhos
Paddy tinha dois filhos: Michael Bates e Penny Bates. Seu filho Michael Bates é príncipe herdeiro do Principado desde 1999, e "príncipe soberano" desde de 2012. 

### Formação da Sealand
Paddy mudou sua operação para a vizinha Roughs Tower, outro Forte Maunsell mais além da fronteira das águas territoriais do Reino Unido, mas, apesar de ter o equipamento necessário, ele nunca mais começou a transmitir. 
Em 14 de agosto de 1967, entrou em vigor a Lei sobre as ofensas de radiodifusão marinha de 1967, que proibia a transmissão de certas estruturas marinhas, nomeadamente plataformas como a de Paddy. 19 dias depois, em 2 de setembro de 1967, Paddy declarou a independência da Roughs Tower e a considerou o Principado de Sealand. 
Ronan O'Rahilly, de outra estação de rádio pirata, a Radio Caroline, junto com um pequeno grupo de homens, tentou invadir a plataforma que Paddy alegava. Paddy e companhia usaram bombas e armas de gasolina para frustrar a tentativa de O'Rahilly. Como resultado do conflito, a Marinha Real do Reino Unido foi para a Roughs Tower e recebeu os tiros de advertência disparados pelo filho de Paddy, Michael Bates, quando entraram Paddy afirmava ser as águas territoriais de Sealand. 
Paddy e seu filho foram presos e acusados em um tribunal britânico por acusações de armas. O tribunal rejeitou o caso, alegando que o tribunal britânico não tinha jurisdição sobre assuntos internacionais, pois a Roughs Tower ficava além das águas territoriais da Grã-Bretanha. 
Paddy tomou isso como reconhecimento de fato de seu país e sete anos depois emitiu uma constituição, passaportes, bandeira e hino nacional, e declarou a monarquia constitucional do Principado de Sealand
2 de setembro de 1967 - 1999: "Sua Majestade, O Príncipe Soberano do Principado de Sealand".
A Família Bates recebeu o direito de usar títulos Reais como: "Sua Majestade" para o Príncipe ou Princesa Soberano, também se aplicando aos consortes; "Sua Alteza Real" para o príncipe Herdeiro, também se aplicando aos demais príncipes; "Sua Alteza" para Barões, Duques e Lordes. O Príncipe Soberano do Principado de Sealand está vendendo títulos nobiliárquicos, a compra pode ser feita por meio de seu site oficial.

## Morte
Morreu em Londres, a 9 de outubro de 2012, pela Doença de Alzheimer, que estava sofrendo há diversos anos.
Logo após sua a morte, seu filho o Príncipe Michael de Sealand assumiu o cargo de Príncipe Soberano, assim continuando a soberania da micronação Sealand.